# تيرانس دبليو. غينر
تيرانس دبليو. غينر (بالإنجليزية: Terrance W. Gainer)‏ هو عسكري أمريكي، ولد في 1 أغسطس 1947 في إفرغرين بارك في الولايات المتحدة.